# Cédula de identidad (Paraguay)
La Cédula de Identidad Civil (abreviado: C. I. C. o C. I.) es un instrumento jurídico-administrativo de identificación personal, de carácter obligatorio, destinado a todos los ciudadanos paraguayos, tanto por nacimiento como por naturalización. Este documento incorpora un número identificatorio único y un prontuario individual, ambos concebidos para fines de registro, control y trazabilidad en los sistemas administrativos del Estado. Su emisión y renovación —prevista con una periodicidad decenal— se encuentra bajo la competencia exclusiva del Departamento de Identificaciones de la Policía Nacional del Paraguay.
La portación de dicho documento es condición sine qua non para el acceso, ejercicio y validación formal de derechos y obligaciones en prácticamente la totalidad de los sistemas institucionales y estructuras funcionales del país, incluyendo, entre otros, los ámbitos educativo, laboral, patrimonial, judicial y de seguridad jurídica. Esta facultad se encuentra normativamente respaldada en la Ley N.º 222/93 «Orgánica de la Policía Nacional», particularmente en su artículo 6, numeral 11, el cual otorga a la mencionada institución las atribuciones legales para la expedición de la Cédula de Identidad Civil, el Pasaporte y el Certificado de Antecedente Policial.

## Historia
Modesto Hidalgo fue el primer paraguayo en contar con una cédula de identidad, es decir, tuvo el N.º 1. Su documento fue emitido el 21 de enero de 1924. En ese entonces existía la Sección de Identificación en las comisarías Primera, Segunda y Tercera, que había sido creada por resolución de la Jefatura de Policía el 19 de enero de 1921. Pero recién en enero de 1924 comenzó la expedición de la denominada cédula de identidad policial que, del 1 al 15 000 coincidían con los números de Prontuario Policial.  En 1936 se estableció la obligatoriedad de la Cédula de Identidad Nacional para todos los extranjeros radicados en el país.
A partir del número 15 000 y casi llegando a los 3 millones, ya no hubo coincidencia entre número de cédula y número de prontuario. Pero los documentos más contemporáneos sí llevan un número único para cédula y prontuario. En Paraguay se expiden anualmente alrededor de 900 000 cédulas (180 000 de los cuales son por primera vez). Actualmente las cédulas superan los 8 000 000 expedidas, y poseen los nombres, apellidos, sexo, foto (carné), firma, lugar y fecha de nacimiento y otros códigos de seguridad. Algunos de los requisitos son presentar el certificado de nacimiento y la copia del libro de acta de inscripción del Registro Civil. La toma de huellas dactilares y firmas son hoy día digitalizadas a través de sistemas informáticos preparados para ello.

## Formato y partes de la cédula
Los documentos tienen el tamaño de una tarjeta de crédito, y son fabricados a partir de material de policarbonato. 

Reverso de un ejemplar de la cédula de identidad

Desde el 10 de julio del 2023 el departamento de Identificaciones empezó a emitir la cédula de identidad con un nuevo formato, mediante la incorporación de chips.
El nuevo formato electrónico, según responsables de la Policía Nacional, permite almacenar y comprobar los datos biométricos del portador del documento. Además de tener la opción de certificar su firma mediante este chip, si el portador así lo quisiese. 

### Anverso
Otra novedad se presenta en el frente del documento, con la incorporación de la leyenda de: "DONANTE", con la cual se constata si el portador es o no donante de órganos y tejidos. Esto a los efectos de cumplir con la ley N° 4086/2013. 

## Cédula de identificación civil como documento de viaje
Para viajar fuera de Paraguay o retornar al país, los paraguayos requieren documentos de identidad o documentos de viaje para transitar y pasar los controles migratorios en aeropuertos o fronteras terrestres; sin embargo hay países a los que los paraguayos pueden viajar solo con la Cédula de identificación, sin la necesidad de portar el Pasaporte paraguayo o  Visa de Viaje, gracias a acuerdos internacionales.
Paraguay es un Miembro asociado de la Comunidad Andina y un Miembro fundador del Mercosur, por lo que los ciudadanos paraguayos pueden ingresar a los países miembros de estos acuerdos solo con la presentación de su Cédula de identificación, así mismo los ciudadanos de los países miembros pueden ingresar a Paraguay solo con la presentación de su respectivo Documento de identidad; estos países son:
| Comunidad Andina | Documentos de viaje permitidos                            | Mercosur  | Documentos de viaje permitidos                                |
| Bolivia          | Cédula de identidad boliviana Pasaporte boliviano         | Argentina | Documento nacional de identidad argentino Pasaporte argentino |
| Colombia         | Cédula de ciudadanía colombiana Pasaporte colombiano      | Bolivia   | Cédula de identidad boliviana Pasaporte boliviano             |
| Ecuador          | Cédula de ciudadanía ecuatoriana Pasaporte ecuatoriano    | Brasil    | Carteira de Identidade brasileña Pasaporte brasileño          |
| Perú             | Documento nacional de identidad peruano Pasaporte peruano | Chile     | Cédula de identidad chilena Pasaporte chileno                 |
|                  |                                                           | Colombia  | Cédula de ciudadanía colombiana Pasaporte colombiano          |
|                  |                                                           | Ecuador   | Cédula de ciudadanía ecuatoriana Pasaporte ecuatoriano        |
|                  |                                                           | Paraguay  | Cédula de identificación civil paraguaya Pasaporte paraguayo  |
|                  |                                                           | Perú      | Documento nacional de identidad peruano Pasaporte peruano     |
|                  |                                                           | Uruguay   | Cédula de identidad uruguaya Pasaporte uruguayo               |